# 影書房
株式会社影書房（かげしょぼう、KAGESHOBO Publishing Co.）は、日本の出版社。
所在地は東京都豊島区駒込。

## 概要
1983年6月に松本昌次によって設立された。
2015年、李信恵著『#鶴橋安寧　アンチ・ヘイト・クロニクル』に対する「ヘイトレビュー」の削除を求め、アマゾンジャパンに対して公開質問状および要請書を送付した。

## 書籍
- 『私たちの歴史を癒すということ』（ロバート・コンセダイン & ジョアンナ・コンセダイン 著／中村聡子訳）
- 『当たり前の日常を手に入れるために』（仁藤夢乃編著）
- 『土地規制法で沖縄はどうなる？』（馬奈木厳太郎編著）
- 『#鶴橋安寧　アンチ・ヘイト・クロニクル』（李信恵著）
- 『本庄陸男全集』（5巻）

## ビデオ作品
- ビデオドキュメント『戦争を教えて下さい』沖縄編、「満州」編、韓国編
- ビデオドキュメント『準公選はこうしてつぶされた』
- ビデオドキュメント『決めるのは我々だ―スイスの国民投票』
- ビデオドキュメント『いま第九条を！―オーバービーさんの訴え』
- 記録映画『世なおし準公選』
- 記録映画『ウリナラ―ソウル-パリ-東京』
- 記録映画『みちことオーサ』